# Technologitscheski Institut

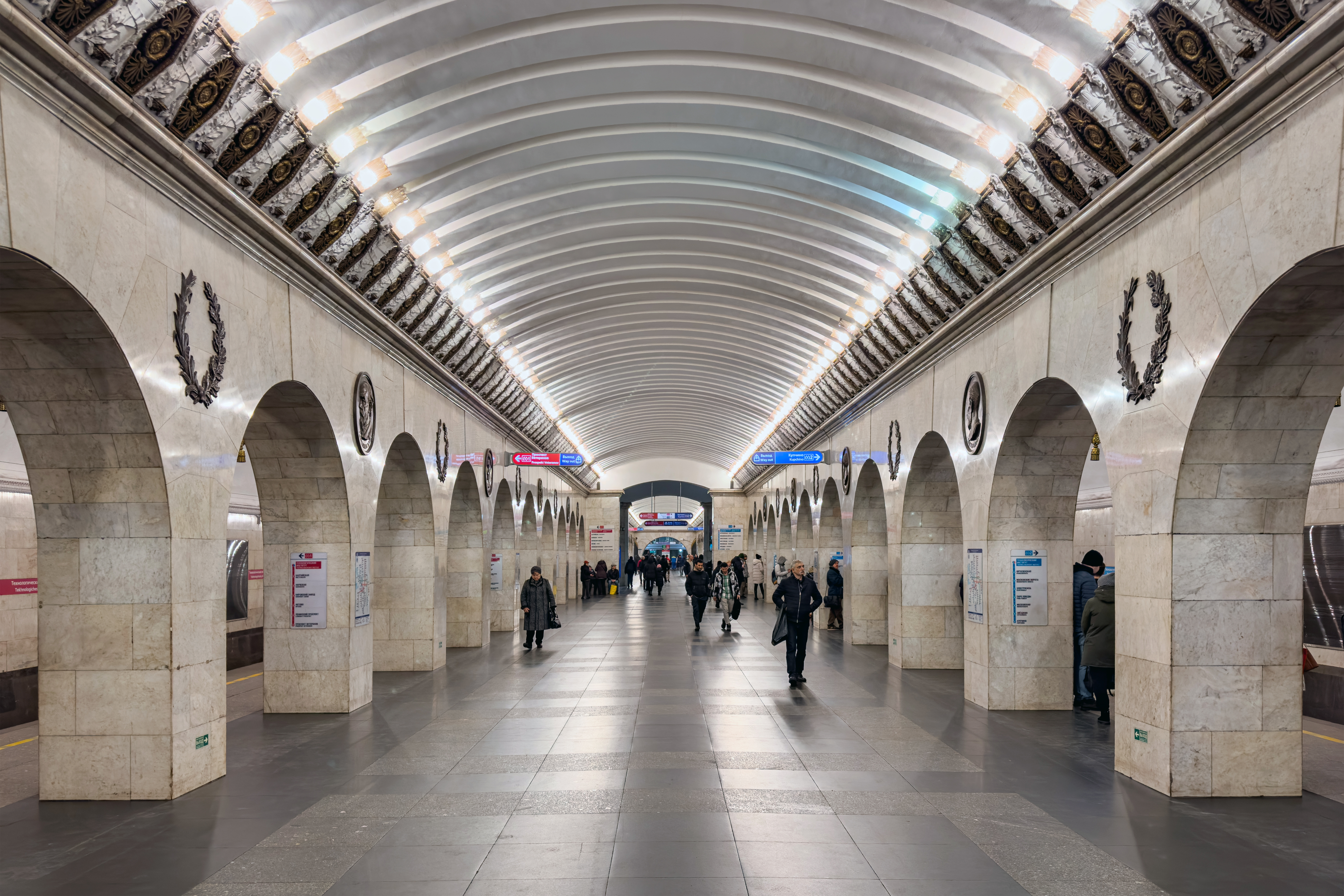
Bahnsteig TI-1, erbaut 1955

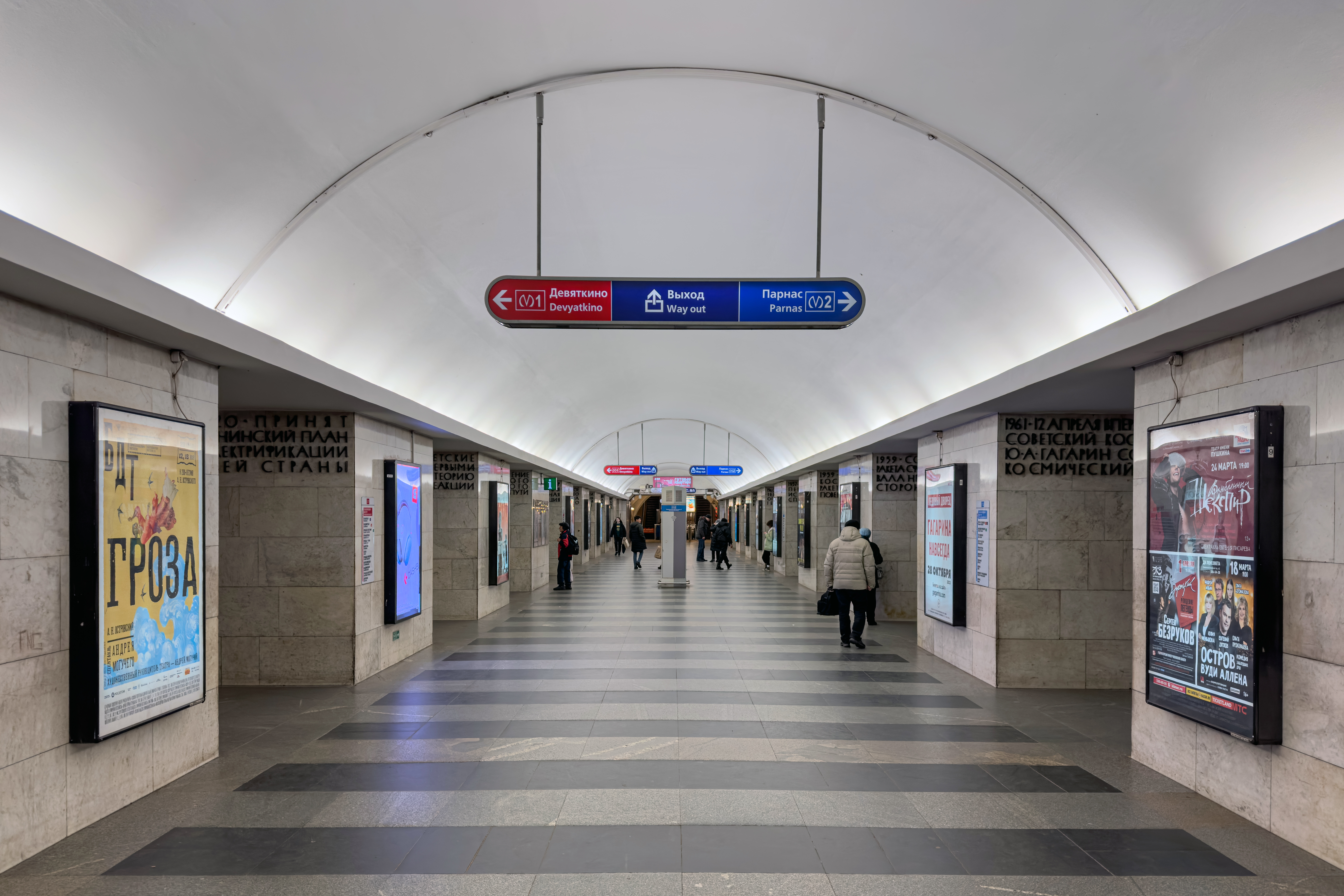
Bahnsteig TI-2, erbaut 1961

Technologitscheski Institut (russisch Технологический институт) ist ein U-Bahnhof der Metro Sankt Petersburg, der im südlichen Stadtzentrum von Sankt Petersburg (Russland) gelegen ist.
Der U-Bahnhof ist ein Umsteigeknoten zwischen den Linien 1 und 2. Im Gegensatz zu anderen Knoten des Petersburger Metrosystems handelt es sich nicht um zwei separate U-Bahn-Stationen, sondern um einen einzigen Bahnhof mit zwei separaten Bahnsteigen und gemeinsamem Zugangsvestibül. Die beiden Bahnsteige werden jeweils von Zügen beider Linien bedient, was beim Übergang zwischen zwei Linien ohne Fahrtrichtungswechsel ein zügiges Umsteigen ermöglicht. Der auf Linienplänen meist Technologitscheski Institut-1 genannte Bahnsteig wurde am 15. November 1955 im Rahmen des ersten Bauabschnitts der Leningrader U-Bahn in Betrieb genommen, der andere, entsprechend als Technologitscheski Institut-2 bekannte Bahnsteig ging am 11. April 1961 im Vorfeld der Eröffnung der Linie 2 in Betrieb.

## Lage und Beschreibung
Der Name Technologitscheski Institut bedeutet „Technologisches Institut“ und ist auf die Lage des U-Bahnhofs in unmittelbarer Nähe des Campus des Staatlichen Technologischen Instituts, einer traditionsreichen technischen Universität, zurückzuführen. Die gesamte Station einschließlich ihrer vier Gleise und zwei Bahnsteige liegt etwa 60 Meter tief unter der Erdoberfläche, das Zugangsvestibül befindet sich an der Ausfallstraße Moskowski-Prospekt (russ. Московский проспект) an dessen Kreuzung mit dem Sagorodny-Prospekt (Загородный проспект), ungefähr in der Mitte zwischen dem Fluss Fontanka und dem Obwodny-Kanal. Am Zugangsvestibül befinden sich Haltestellen innerstädtischer Bus-, Trolleybus- sowie Straßenbahnlinien.
Das gemeinsame Vestibül ist in das dreigeschossige Verwaltungsgebäude der Metro Sankt Petersburg an der Ostseite des Moskowski-Prospektes eingebaut. Sowohl das Gebäude wie auch die Schalterhalle im Inneren stammen aus dem Jahr 1955. Nach dem Passieren der Ticketschranken gelangt man zu zwei Fahrtreppenschächten, von denen der eine zum Bahnsteig 1 und der zweite zum Bahnsteig 2 führt. Fahrgäste, die zwischen den beiden Bahnsteigen umsteigen wollen, können dies über einen separaten Übergangstunnel tun, der über Aufwärtstreppen im Mittelbereich der beiden parallel und in gleicher Tiefe gelegenen Bahnsteige zu erreichen ist.
Von der Inbetriebnahme von Technologitscheski Institut-1 am 15. November 1955 bis zum Bau von Technologitscheski Institut-2 hielten Züge der Linie 1 am damals einzigen ersten Bahnsteig. Seitdem der zweite Bahnsteig sowie die zu ihm führenden Gleisanlagen am 11. April 1961 in Betrieb genommen wurden, halten Züge der Linie 1 Richtung Süd weiterhin am ersten Bahnsteig, Züge derselben Linie Richtung Nord hingegen am zweiten. Am 29. April 1961 wurde der damals am Bahnhof Technologitscheski Institut endende erste Abschnitt der Linie 2 in Betrieb genommen. Seitdem halten Züge der Linie 2 Richtung Süd am ersten Bahnsteig und Züge derselben Linie Richtung Nord am zweiten, jeweils direkt gegenüber richtungsgleichen Zügen der Linie 1. Mit dieser Konstellation wurde am U-Bahnhof Technologitscheski Institut erstmals in der damaligen Sowjetunion ein U-Bahnhof mit einer Übergangsmöglichkeit auf demselben Bahnsteig zwischen zwei Linien geschaffen (vergleichbare Umsteigeknoten in der Moskauer Metro wie v. a. Kitai-Gorod und Tretjakowskaja wurden erst in den 1970er  bzw. 1980er Jahren errichtet).
Fahrgäste, die beim Umstieg zwischen den beiden Linien auch die Fahrtrichtung wechseln, benutzen den Übergangstunnel zwischen den Bahnsteigen. Bis zur Inbetriebnahme der Fahrtreppen vom zweiten Bahnsteig zur gemeinsamen Schalterhalle im Jahr 1980 diente dieser Übergangstunnel auch als Zugang zum zweiten Bahnsteig, denn dieser war bis dahin von der Straße aus nur über die Rolltreppen des ersten Bahnsteigs zu erreichen.

## Architektur
Da die beiden Bahnsteighallen der Station zu verschiedenen Zeiten errichtet wurden, unterscheiden sie sich sowohl in der Konstruktionsart als auch in der Reichhaltigkeit des Dekors. Beim 1955 erbauten Bahnsteig handelt es sich um eine der sieben U-Bahn-Stationen des ersten Bauabschnitts, bei denen Einflüsse der prunkvollen, „stalinistischen“ Nachkriegsarchitektur, wie sie etwa auch in der Moskauer Metro jener Zeit praktiziert wurde, sichtbar sind. Der Mittelbahnsteig wird von einem von zwei arkadenartigen Säulenreihen gestützten Gewölbe abgeschlossen, in der Farbgestaltung dominiert der weiße Marmor der Arkaden und der Bahnsteigwände sowie der hellgraue Granit des Fußbodens. Als zusätzliches dekoratives Element wurden direkt über den Säulen insgesamt 24 bronzene Basrelief-Medaillons angebracht, die abwechselnd Pflanzenornamente sowie – angelehnt an die Nähe des Bahnhofs zum Technologischen Institut, einer wichtigen exaktwissenschaftlichen Kaderschmiede – Porträtabbildungen prominenter russischer Gelehrter (darunter des Botanikers Mitschurin, des Mediziners Bechterew, des Bakteriologen und Nobelpreisträgers Metschnikow, des Physiologen und Nobelpreisträgers Pawlow, des Raumfahrtpioniers Ziolkowski, des Chemikers Mendelejew und des Universalgelehrten Lomonossow) beinhalten. Von der Zwischenhalle in der Mitte des Bahnsteigs führen Treppen zum Übergangstunnel zum zweiten Bahnsteig. Diese Halle schmückten früher Medaillons mit Abbildungen von Marx, Engels, Lenin und Stalin, beim Bau des Übergangs Anfang der 1960er Jahre blieben jedoch nur die Medaillons von Marx und von Lenin übrig.
In der Ausgestaltung der zweiten, 1961 eröffneten Bahnsteighalle ist eher der Einfluss des zurückhaltenden, „sparsamen“ Stils der 1960er Jahre zu erkennen. Für das Farbdesign wurde das Weiß und das Grau der ersten Halle beibehalten, das Gewölbe kommt ohne zusätzliche dekorativen Elemente aus und wird von zwei Reihen schlichter rechteckiger Pylone gestützt. Die im oberen Bereich der Pylone sichtbaren Schriftzüge markieren wichtige Meilensteine der sowjetischen Wissenschaft und Forschung, angefangen mit der auf Lenins Geheiß 1920 eingeleiteten flächendeckenden Elektrifizierung des Landes bis hin zur Entwicklung des Großraum-Passagierflugzeugs Iljuschin Il-86 im Jahr 1979.